# Kwangmyŏngsŏng-4
Kwangmyŏngsŏng-4 (Leuchtender Stern 4) ist ein nordkoreanischer Satellit. Sein Start am 7. Februar 2016 sorgte für eine Verurteilung Nordkoreas durch den UNO-Sicherheitsrat.

## Hintergrund
Am 2. Februar 2016 informierte Nordkorea einige internationale Behörden (IMO, ICAO und ITU) über den bevorstehenden Start eines Satelliten. Dabei wurden Schutzzonen angegeben, in der die erste und die zweite Raketenstufe und die Nutzlastverkleidung niedergehen sollte. Die Zonen ähnelten denen vom vorherigen Satellitenstart im Dezember 2012. Als Startzeitfenster wurde der 8. bis 25. Februar 2016 angegeben, was kurz danach auf den Zeitraum 7. bis 14. Februar verschoben wurde. Im Gegensatz zu 2012 wurden dieses Mal keine ausländischen Journalisten eingeladen.

## Aufbau
Über den Aufbau des Satelliten ist wenig bekannt. Offiziell wurden keine Bilder verbreitet, er war nur kurz im nordkoreanischen Fernsehen zu sehen. Es wird angenommen, dass Kwangmyŏngsŏng-4 ähnlich wie der 2012 gestartete Kwangmyŏngsŏng-3 aufgebaut ist, über Solarzellen für die Energieversorgung und zwei Kameras für die Erdbeobachtung verfügt.

## Start
Der Start erfolgte am 7. Februar um 00:29 UTC vom Raketenstartplatz Sohae in südlicher Richtung. Ein Überflug von Südkorea, Taiwan und den Philippinen wurde offenbar gezielt vermieden.
Nordkoreanische Medien gaben den Raketentyp als Kwangmyŏngsŏng an, entsprechend zum Satelliten. Vergleiche der Fotos und Videos zeigten jedoch, dass es sich um den gleichen Typ wie 2012 handelte, der damals als Unha-3 bezeichnet wurde.
Nachdem Beobachtungen zuerst darauf hinwiesen, dass der Satellit in seiner Umlaufbahn taumle, stabilisierte er sich später jedoch. Bisher wurden keine Funksignale aufgefangen und Nordkorea gab bisher auch nicht an, in Funkkontakt mit dem Satelliten zu stehen.
Offenbar sollte der Satellit in eine sonnensynchrone Umlaufbahn gebracht werden. Hierzu müssen Bahnhöhe und Bahnneigung aufeinander abgestimmt sein. Aus Bahnbeobachtungen lässt sich schließen, dass die Rakete für die gewählte Bahnneigung nicht die notwendige Geschwindigkeit erreichte, so dass die Bahn nun nicht exakt sonnensynchron ist.

## Reaktionen
International wird dieser Raketenstart als verdeckter Test einer militärischen Langstreckenrakete und damit als Verletzung der Resolution 1874 des UN-Sicherheitsrates gesehen. Der UNO-Sicherheitsrat verurteilte Nordkoreas Handlungen und kündigte neue Sanktionen an. Südkorea verhandelt mit den Vereinigten Staaten über die Installation eines THAAD-Raketenabwehrsystems im Land.